# Macrohymenium strictum
Macrohymenium strictum là một loài Rêu trong họ Sematophyllaceae. Loài này được Bosch & Sande Lac. mô tả khoa học đầu tiên năm 1865.